# وکسلر (دهانه)
وکسلر یک دهانه برخوردی در ماه‌ است.

## دهانه‌های اقماری
این دهانه ۴ دهانه اقماری دارد.
| Wexler | عرض جغرافیایی | طول جغرافیایی | قطر          |
| ------ | ------------- | ------------- | ------------ |
| H      | ۷۰.۵° S       | ۹۶.۷° E       | ۱۴.۰ کیلومتر |
| E      | ۶۸.۸° S       | ۹۵.۵° E       | ۲۳.۰ کیلومتر |
| U      | ۶۸.۲° S       | ۸۲.۰° E       | ۵۱.۰ کیلومتر |
| V      | ۶۸.۰° S       | ۸۳.۹° E       | ۲۱.۰ کیلومتر |